# Dollerup (Slesvig)
 For alternative betydninger, se Dollerup. (Se også artikler, som begynder med Dollerup)
Dollerup er en landsby og kommune beliggende øst for Flensborg i Angel i det nordøstlige Sydslesvig. Administrativt hører kommunen under Slesvig-Flensborg kreds i den tyske delstat Slesvig-Holsten. Kommunen samarbejder på administrativt plan med andre kommuner i omegnen i Langballe kommunefællesskab (Amt Langballig). I kirkelig henseende ligger byen i Grumtoft Sogn. Sognet lå i Husby Herred (Flensborg Amt, Slesvig), da området tilhørte Danmark.

## Geografi
Kommunen er beliggende i et let kuperede morænelandskab med gode jordbundsforhold og mindre skovpartier. Højderne er op til 35 m. 
I kommunen findes følgende landsbyer og samlinger af huse (med både danske og tyske navne):
- Buroj (Burott)
- Dollerupmose
- Dybgrav (Tiefengruft)
- Ellegaard (også Elgaard, Ellgaard)
- Grav[1] (Graff)
- Hørrebjerg (Hörreberg)
- Krim (Krimm)
- Laasled (Geschlossenheck)
- Myrpold (Mürpoll)
- Nordballe (Nordballig)
- Nørremark (Norderfeld)
- Strygmølle (Streichmühle)
- Sønderballe (Süderballig)
- Terkelstoft (Terkelstoft)
- Tøsmose (Tösmoos)
- Ravnholt (Rabenholz)
- Undevadmølle (Unewattmühle)
- Vejgab[2] (Weigab)
- Østerbjerg

## Historie
Byen Dollerup nævnes første gang i 1330 som Dalderup. Stednavnet er afledt af dal, efter en anden forklaring måske af personnavnet Dalli. Ellegaard er et tidligere mejereigård til Undevadgaard. Stednavnet Buroj er afledt af personanet glda. Buri eller kan henvise til glda. bur for et lille hus. Strygmølle henviser til strygge i betydningen af strømhvirvel, altså en strøm i et vanddrag eller en snævring ed stærkere strøm. Stednavnet Terkelstoft er afledt af personnavnet glda. Thorkil.
Byens første skole blev etableret i 1768 som sideskole til Grumtoft. I årene 1851 - 1864 var skolens undervisningsprog dansk. I 1970 blev skolen nedlagt. I årene 1886 til 1952 var Dollerup stationsby på banestrækningen Flensborg-Kappel. I perioden 1889 til 1971 fandtes der et mejeri i byen. 1970 blev Nordballe og Terkelstoft indlemmet.

## Våben
Våbenbilledet viser et ulvshoved i øverste og et hjerte i nederste felt i de sønderjyske farver blå og gul. Ulven symboliserer friheden, hjertet tilhørigheden til Husby Herred.